# Time (Noruega)
Time es un municipio situado en la provincia de Rogaland, en Noruega. Tiene una población estimada, a inicios de 2023, de 19 781 habitantes.
Su centro administrativo es la ciudad de Bryne.

## Escudo de armas
El escudo de armas data del 23 de diciembre de 1977. El avefría europea (vanellus vanellus) fue elegida como símbolo para el municipio, ya que es un ave típica de la zona. Se muestra con las alas hacia arriba para simbolizar el optimismo.